# Réserve naturelle de St. Hansåsen
La réserve naturelle de St. Hansåsen est une réserve naturelle norvégienne qui est située dans le municipalité de Holmestrand, dans le comté de Vestfold.

## Description
La réserve naturelle de 0,234 km2 a été créée en 2018. Elle est située à l'est du lac de Bergsvannet dans la municipalité de Holmestrand.
C'est une petite zone forestière naturelle, située à environ 150-254 mètres au-dessus du niveau de la mer, dominée par une forêt naturelle d'épicéa commun et de pin sylvestre plus ancienne et naturellement rajeunie. On y trouve une proportion assez élevée de tremble et quelques feuillus sous forme d' érable plane, de chêne, de tilleul, de noisetier et d'aulne noir . Plusieurs espèces inscrites sur la liste rouge ont été trouvées et la zone a le potentiel pour plusieurs espèces exigeantes, notamment des insectes, des pics et des oiseaux nichant dans des trous.
Le but de la réserve naturelle est de préserver une zone qui représente un type spécifique de nature sous la forme d'une forêt naturelle plus ancienne et naturellement rajeunie dans les basses terres, avec les espèces naturelles, les types d'habitats et les processus écologiques. La zone contient des espèces rares et menacées, et est particulièrement importante pour la diversité biologique.